# Маремо Сотано (Савона)
Маремо Сотано је насеље у Италији у округу Савона, региону Лигурија.
Према процени из 2011. у насељу је живело 18 становника. Насеље се налази на надморској висини од 186 м.